# アルゲイアー

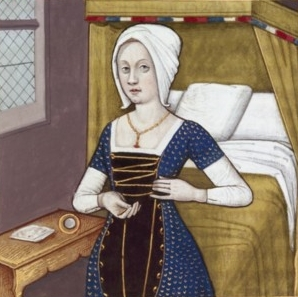
アドラーストスの娘アルゲイアー。

アルゲイアー（古希: Ἀργεία, Argeiā, ラテン語: Argia）は、ギリシア神話の女性である。長母音を省略してアルゲイアとも表記される。主に、
- アドラーストスの娘
- アウテシオーンの娘

の2人が知られている。以下に説明する。

## アドラーストスの娘
アルゴス王アドラーストスとプローナクスの娘アムピテアーの娘で、アイギアレウス、キュアニッポス、アイギアレイア、デーイピュレーと兄弟。テーバイ王オイディプースの子ポリュネイケースと結婚し、テルサンドロス、アドラーストス、ティメアースを生んだ。
アドラーストスはある預言者から、あるいはアポローンの神託から、猪とライオンに自分の娘を与えよという予言を授かった。のちにテーバイからエテオクレースに追放されたポリュネイケースが、カリュドーンから親族を殺した罪でテューデウスがアルゴスにやって来て、夜中に騒動を起こしたとき、アドラーストスは2人が楯にそれぞれ猪とライオンの頭をつけていると知り、あるいは猪とライオンの毛皮を身にまとっていると聞いて、2人が予言の男であることに思い至り、アルゲイアーをポリュネイケースに、デーイピュレーをテューデウスに与えて結婚させた。
のちにポリュネイケースがテーバイで戦死したとき、アルゲイアーはテーバイを訪れて、アンティゴネーがポリュネイケースを埋葬するのを手伝い、ポリュネイケースの骨をエテオクレースの火葬台に置いた。しかし2人は兵に発見され、アルゲイアーは逃げ延びたがアンティゴネーは捕えられた。
息子のテルサンドロスは成長してエピゴノイ、さらにトロイア戦争に参加したが、ミューシア王テーレポスに討たれた。

## アウテシオーンの娘
ポリュネイケースの子テルサンドロスの子ティーサメノスの子アウテシオーンの娘で、テーラースと兄弟。ヘーラクレイダイの1人アリストデーモスと結婚し、双生児エウリュステネース、プロクレースを生んだ。
アルゲイアーは子を出産してすぐに夫を亡くした。スパルタ人は双生児のうち長子を王として養育しようとしたが、2人があまりにそっくりなためにどちらが長子なのか分からなかった。そこで2人を王にしたいと考えていたアルゲイアーは一計を案じた。どちらが長子か尋ねられたときに知っていたにもかかわらず判らないと答えたのである。困ったスパルタ人がデルポイの神託に頼ったところ、「どちらも王にすべし、ただし長子をより大事にせよ」とのことだった。そこでスパルタ人はメッセネー人パニテースの助言に従い、アルゲイアーがどちらを優先的に世話しているのかを観察することで見極めることができた。そこで長子のエウリュステネースを国費でもって養育した。2人の息子はアルゲイアーの望みどおりにともに王となったが、2人は生涯仲が悪かった。

## その他のアルゲイアー
- 一説にオーケアニスの1人で、イーナコスとの間にポローネウス[16]、イーオーを生んだ[17]。
- 一説にポリュボスの妻で、アルゴー船の建設者アルゴスの母[18]。